# Kun Miklós (történész)
Ifjabb  Kun Miklós, oroszul: Миклош Кун (младший) (Kasin, Szovjetunió, 1946. július 11. –) Széchenyi-díjas magyar történész, egyetemi tanár, Szovjetunió- és Oroszország-szakértő, a történettudomány kandidátusa. Kun Béla (1886–1938) kommunista politikusnak, a Magyarországi Tanácsköztársaság de facto vezetőjének és külügyi népbiztosának az unokája.

## Családja
Édesapja (idősebb) Kun Miklós (1920–1996) orvos, sebész, egyetemi tanár, édesanyja az 1919-ben Moszkvában született Szerjagova Olga (Kun Miklósné) orvosnő, aki a Kirgizisztáni Orvostudományi Egyetemen szerzett oklevelet 1942-ben, és ottani diplomáját 1961-ben honosíttatta Magyarországon.
Apai nagyapja Kun Béla (1886–1938) kommunista politikus, a Magyarországi Tanácsköztársaság de facto vezetője és külügyi népbiztosa, apai nagyanyja Gál Irén zongoratanár.
Apja, idősebb Kun Miklós a Tanácsköztársaság bukása után, a száműzetés éveiben született az olaszországi Bolognában, családja ezt követően a Szovjetunióban élt, emigrációban. Kun Béla a sztálini terror áldozata lett. Az ifjabb Kun Miklós nevelésében fő szerepet játszó nagyanya, Kun Béláné Gál Irén ugyancsak megjárta a börtönt. Kun Miklós történész egy későbbi, Kádár Jánoshoz írott levelében így emlékezett vissza nagyanyjára: „Kun Béláné mindig kommunistához méltó optimizmusra nevelt bennünket, családja tagjait".
Ifjabb Kun Miklós 1946. július 11-én a Szovjetunióban született. A család 1959-ben települhetett haza Magyarországra, miután 1956-ban a szovjet igazságszolgáltatási szervek rehabilitálták Kun Bélát.
Kun Miklós történész felesége 1972-től 2015-ig (neje haláláig) Gereben Ágnes, az ELTE tudományos főmunkatársa, a szovjet irodalomtörténet kutatója, Oroszország-szakértő, a Hír TV munkatársa, a Magyar Hírlap publicistája volt.

## Életpályája
Középiskolai tanulmányait a II. Rákóczi Ferenc Gimnáziumban végezte Budapesten 1960–1964 között, majd az ELTE BTK történelem-orosz szakán tanult 1964-től 1969-ig.
1969-től folyamatosan tanít a 19-20. századi egyetemes történelem témakörében, különös tekintettel Oroszország és a Szovjetunió történetére. Oktatási tevékenysége során a klasszikus történeti források mellett az általa készített oral history módszerén alapuló riportokra, dokumentumfilmekre és a külföldi archívumokban őrzött fotóanyagokra is nagy hangsúlyt fektet. Sok vendégelőadást tartott külföldi egyetemeken, konferenciákon: Angliában (Nottingham), Dániában (Koppenhága), az Amerikai Egyesült Államokban (New York, Stanford, Washington), Brazíliában (São Paulo), Olaszországban (Bergamo), Lengyelországban (Krakkó), az egykori Szovjetunióban (Moszkva, Szentpétervár, Riga).
1979-ben levéllel fordult Kádár Jánoshoz, mert Borsányi György történész akkor megjelent monográfiájában a korábbiaknál sokkal árnyaltabban foglalkozott Kun Béla személyiségével és történelmi szerepével. Kun Miklós a Komintern által elítélt frakciós tevékenység, illetve Horthy kurzusának hatásait vélte felfedezni a műben, amit ennek nyomán az MSZMP Politikai Bizottsága határozata nyomán visszavontak és zúzdába küldtek.
Kutatóként tevékenységének kezdetén elsősorban a 19. századi orosz forradalmár, Mihail Bakunyin személyiségét és munkásságát vizsgálta. Az anarchizmus egyik megalapítójának alakját ebben az időben mind Nyugaton, mind az ún. szocialista országokban jelentős érdeklődés vette körül. Kun elmélyült kutatásait az Útban az anarchizmus felé. Mihail Bakunyin politikai pályaképe és eszmei fejlődése az 1860-as évek közepén (1982) című könyvben összegezte. Ebben, valamint Bakunyin magyarul 1984-ben megjelent főművéhez (Államiság és anarchia) írott utószavában Kun marxista alapon, az antikommunista Bakunyin-irodalom szerzőivel polemizálva kísérelte meg visszailleszteni az időközben a nyugati újbaloldal és anarchista csoportosulások ikonjává vált hajdani vándorforradalmár alakját a 19. századi orosz és nemzetközi forradalmi és munkásmozgalom történetébe.
A rendszerváltás nyomán munkássága főleg a Szovjetunió és a kommunizmus történetének negatív vonatkozásai felé fordult. Tanulmányozta az 1848-as forradalmak emigrációjának történetét, a 19. és 20. századi európai és orosz történelem összefüggéseit, az 1930-as évek ukrajnai éhínségét (holodomor), a sztálinizmus természetrajzát, a Molotov–Ribbentrop-paktumot, George Orwell életútját, a hidegháború és az 1968-as prágai tavasz történetét. Nagy szerepet játszott A kommunizmus fekete könyve magyarországi kiadásában. Részt vett a Terror Háza Múzeum létrehozásában, az ELTE-t elhagyva a Károli Gáspár Református Egyetemen folytatta oktatói tevékenységét. Az Orbán-kormány idején, 1999-ben Széchenyi Professzori Ösztöndíjban részesült, 2002-ben pedig megkapta a Magyar Köztársasági Érdemrend Lovagkeresztjét. 2011-ben Széchenyi-díjban részesült.
2018-tól előadássorozatokat tart a Nemzeti Közszolgálati Egyetemen.

## Tudományos fokozatok, címek
- 1970 bölcsészdoktori fokozat, történettudomány
- 1976 a történettudomány kandidátusa
- 2003 egyetemi tanár

## Munkahelyek, beosztások
- 1970–2002 ELTE BTK Kelet-Európa Története Tanszék, egyetemi docens
- 1980–1986 a pécsi Janus Pannonius Tudományegyetemen a kísérleti képzés tanára
- 2000–2002 XX. Század Intézet, tudományos főmunkatárs
- 2002–2005 Terror Háza Múzeum, tudományos tanácsadó
- 2003– Károli Gáspár Református Egyetem, egyetemi tanár
- 2005– Károli Gáspár Református Egyetem, Kremlinológiai Intézet, intézetvezető

## Publikációi
Kutatási területéről, a 19–20. századi Oroszország és Szovjetunió történetéről, Magyarországon és külföldön monográfiákat, forráspublikációkat, tanulmányokat publikált, dokumentum- és riportfilmeket készített. Rendszeresen szerepelt különböző TV-csatornákon Oroszország- és kommunizmus-szakértőként.
- Útban az anarchizmus felé. Mihail Bakunyin politikai pályaképe és eszmei fejlődése az 1860-as évek közepén; Akadémiai, Bp., 1982
- Október emberközelben; vál., szerk., előszó Kun Miklós, ford. Gereben Ágnes, Ratzky Rita, Szabó Magdolna; Gondolat, Bp., 1987
- Vlagyimir Iljics Lenin: „Várom válaszát!”. Válogatott levelek, 1917–1923; vál., előszó Kun Miklós, ford. Gereben Ágnes, Recski Ágnes; Kossuth, Bp., 1987 (Források)
- Nyikolaj Ivanovics Buharin: Töprengések a szocializmusról; vál., utószó Kun Miklós, ford. Bakos Károly et al.; Kossuth, Bp., 1988
- Buharin; Szabad Tér, Bp., 1988 (Huszadik század) (oroszul is)
- 1917. Egy év krónikája; Kossuth, Bp., 1988
- Moszkvának jelentjük... Titkos dokumentumok, 1944–1948; szerk., utószó Izsák Lajos, Kun Miklós, jegyz. Izsák Lajos, ford. Páll Erna, Hitseker Mária; Századvég, Bp., 1994
- Prágai tavasz – prágai ősz. 1968 fehér foltjai; interjúford. Gereben Ágnes, Kun Miklós, Svoboda Róbert; Akadémiai, Bp., 1998
- Prague spring – Prague fall. Blank spots of 1968; angolra ford. Csatorday Hajnal; Akadémiai, Bp., 1999
- Vlagyimir Burcev: A Cion bölcseinek jegyzőkönyvei közönséges hamisítvány. Racskovszkij fabrikálta, és Hitler tette világhírűvé A Cion bölcseinek jegyzőkönyveit; ford. Kürtös Annamária, Gerencsér Zsigmond, Thuróczy Gergely, előszó, jegyz. Kun Miklós; Múlt és Jövő, Bp., 2001
- Az ismeretlen Sztálin; Athenaeum 2000, Bp., 2002
- A Csokoládé írójának titka. In: Valóság, 2003/4: 30–44.
- Stalin. An unknown Portrait, Budapest – New York, CEU PRESS, 2003
- Oroszország Márai Sándor szemével, Körmendi Zsuzsanna (szerk.), Budapest, XX. Század Intézet, 2003 (jegyzetek)
- Pipes, R.: Az ismeretlen Lenin, Budapest, Kairosz, 2003 (szakmai szerkesztés, jegyzetek)
- Egy orosz emigráns hosszú menetelése a XX. században, In: Valóság, 2004/4: 21-51.
- Oroszország válaszúton, Budapest, Akadémiai, 2005
- The Inherent Burden of Russian Liberalism, Ivan Zoltan Denes (ed.), Liberty and the search for identity, Budapest, CEU PRESS, 2006: 311–328.
- A "prágai tavasz" titkos története. Budapest, Akadémiai, 2008 (Az 1998-as azonos témájú kötet bővített változata)
- Sztálin alkonya, Budapest, Unicus, 2012
- Sztálin alkonya. Történelmi-lélektani kollázs; 2. jav. kiad.; Unicus, Bp., 2012

2010. november 5. óta állandó műsora van a Magyar Televízió m1 csatornáján, majd 2015 márciusától a Duna Televízión, A rejtélyes XX. század címmel.

## Díjak
- Széchenyi Professzori ösztöndíj (1998)
- Szaharov emlékérem (1999)
- A Magyar Köztársasági Érdemrend lovagkeresztje (2002)
- Ukrajna Szolgálatáért Érdemrend III. fokozata (2009)
- Széchenyi-díj (2011)
- Erzsébetváros díszpolgára (2018)
- A Magyar Érdemrend középkeresztje (2020)